# Академическая гребля на летней Универсиаде 2013 — четвёрки (женщины)
Соревнования среди четвёрок без рулевого по академической гребле среди мужчин на XXVII Всемирной Летней Универсиаде прошли с 6 июля по 8 июля.

## Призёры
| Золото                                                                               | Серебро                                                          | Бронза                                                                     |
| Россия Юлия Позднякова Оксана Стрелкова Анастасия Карабельщикова Александра Фёдорова | ЮАР Клер-Луиз Боде Кэтрин Старк Кейт Кристовиц Холли-Джин Нортон | Украина Катерина Шеремет Илона Романеску Евгения Нимченко Дарина Верхогляд |

## Результаты

### Предварительный этап
На предварительном этапе прошло 2 заезда, по результатам которых две лучшие команды напрямую прошли в финал A. Команды, занявшие места ниже 2-го, приняли участие в утешительном заезде.

#### Заезд 1
| Место | Команда  | Время   | 500 м   | 1000 м  | 1500 м  |
| ----- | -------- | ------- | ------- | ------- | ------- |
| 1     | ЮАР      | 1:41.90 | 3:29.04 | 5:15.86 | 6:59.13 |
| 2     | Беларусь | 1:39.76 | 3:26.88 | 5:15.07 | 7:01.98 |
| 3     | Италия   | 1:42.21 | 3:27.76 | 5:15.44 | 7:07.35 |
| 4     | Чехия    | 1:42.61 | 3:29.82 | 5:18.19 | 7:07.96 |
| 5     | Польша   | 1:41.60 | 3:29.32 | 5:18.81 | 7:07.96 |

#### Заезд 2
| Место | Команда    | Время   | 500 м   | 1000 м  | 1500 м  |
| ----- | ---------- | ------- | ------- | ------- | ------- |
| 1     | Россия     | 1:40.72 | 3:25.55 | 5:11.36 | 6:56.61 |
| 2     | Украина    | 1:40.32 | 3:27.66 | 5:18.73 | 7:05.69 |
| 3     | Франция    | 1:43.93 | 3:32.77 | 5:22.65 | 7:07.19 |
| 4     | Нидерланды | 1:44.69 | 3:35.66 | 5:31.14 | 7:26.09 |

### Утешительный заезд
4 лучшие команды в утешительном заезде прошли в финал
| Место | Команда    | Время   | 500 м   | 1000 м  | 1500 м  |
| ----- | ---------- | ------- | ------- | ------- | ------- |
| 1     | Чехия      | 1:43.73 | 3:30.61 | 5:17.70 | 7:00.68 |
| 2     | Италия     | 1:42.38 | 3:28.29 | 5:16.56 | 7:02.59 |
| 3     | Польша     | 1:44.37 | 3:33.22 | 5:21.64 | 7:05.44 |
| 4     | Нидерланды | 1:42.77 | 3:33.68 | 5:23.59 | 7:09.52 |
| 5     | Франция    | 1:43.36 | 3:32.26 | 5:22.35 | 7:10.80 |

### Финалы

#### Финал B
| Место | Команда    | Время   | 500 м   | 1000 м  | 1500 м  |
| ----- | ---------- | ------- | ------- | ------- | ------- |
| 1     | Польша     | 1:43.14 | 3:32.40 | 5:24.14 | 7:13.86 |
| 2     | Франция    | 1:44.71 | 3:36.08 | 5:28.32 | 7:17.52 |
| 3     | Нидерланды | 1:44.36 | 3:37.62 | 5:31.76 | 7:22.05 |

#### Финал A
| Место | Команда  | Время   | 500 м   | 1000 м  | 1500 м  |
| ----- | -------- | ------- | ------- | ------- | ------- |
| 1     | Россия   | 1:40.67 | 3:27.57 | 5:15.90 | 6:59.92 |
| 2     | ЮАР      | 1:43.03 | 3:30.82 | 5:21.24 | 7:07.44 |
| 3     | Украина  | 1:40.97 | 3:29.67 | 5:20.49 | 7:09.66 |
| 4     | Чехия    | 1:46.78 | 3:35.12 | 5:27.69 | 7:13.45 |
| 5     | Италия   | 1:43.96 | 3:33.23 | 5:24.84 | 7:13.70 |
| 6     | Беларусь | 1:41.32 | 3:32.33 | 5:27.04 | 7:20.41 |